# Pietro Sissa
Pietro Sissa (Castellucchio, 6 novembre 1915 – Milano, 14 aprile 1989) è stato uno scrittore italiano, conosciuto soprattutto come autore di libri per l’infanzia.

## Biografia
Nasce nel 1915 a Castellucchio (MN) dove trascorre l'infanzia e la prima giovinezza.  Il trasferimento del padre per motivi professionali in provincia di Parma, porterà l'autore ad iscriversi all'università della città e a laurearsi in Giurisprudenza. Sergente degli alpini durante la seconda guerra mondiale viene deportato in Germania dopo l'8 settembre 1943 e internato in un campo di concentramento nazista. Rientrato in Italia dopo due anni di prigionia si stabilisce, al termine del conflitto, a Milano dove inizia a lavorare presso la Banca Commerciale Italiana con Raffaele Mattioli e Sergio Solmi. Sono questi gli anni in cui scrive i primi racconti esordendo con la partecipazione al premio letterario presieduto da Elio Vittorini “Centomilalire per un racconto” indetto nel primo dopoguerra dal quotidiano Milano - Sera.
Nel 1951, con il suo primo romanzo La banda di Döhren, Einaudi inaugura la prestigiosa collana I gettoni, ideata e diretta da Elio Vittorini. Il libro, in cui Sissa ripercorre l'esperienza della guerra e della prigionia nella Germania nazista vince, nello stesso anno di pubblicazione, il Premio Viareggio Opera Prima e nel 1965 Einaudi pubblica una versione ridotta per ragazzi illustrata da Marc Chagall. La versione integrale viene tradotta in tedesco e stampata dalla casa editrice George Westermann Verlag.
In seguito a questo importante esordio inizia per Pietro Sissa un periodo di successi e di riconoscimenti ufficiali che vanno a premiare sia i romanzi che i libri per l'infanzia ai quali l'autore si dedica sempre più assiduamente. Nel 1956 Storia di una scimmia, pubblicato nel 1955 dall'editore Cino Del Duca e in una seconda edizione del 1972 da Einaudi con illustrazioni di Cristina Lastrengo e Francesco Testa, vince il Premio Marzotto Letteratura per l'Infanzia mentre con La grande paura,romanzo nel quale l'attenzione si sofferma sul mondo contadino emiliano e lombardo, l'autore ottiene il Premio Cino Del Duca. Nel 1958 esce il racconto per ragazzi Pelandrone e la fattoria con  illustrazioni di Jacovitti ristampato nel 1977 dalla BUR Rizzoli.
Sono questi gli anni in cui conosce la sua futura moglie Giovanna Bertolini, che sposerà nel 1966 e con la quale avrà due figli.
Terminata nel 1973 l'attività di bancario, Sissa si dedica unicamente alla scrittura collaborando con quotidiani, periodici e riviste letterarie tra le quali il Racconto diretto da Giovanni Arpino.
Con Einaudi pubblica nel 1976 il racconto per ragazzi Mostarda e Profumo alla fiera di Gonzaga per il quale riceve il “Trofeo Palma D'argento” al Salone Internazionale dell'Umorismo di Bordighera e con la casa editrice Rusconi, nella collana Gli Umorlibri,  esce nel 1978 il romanzo Viaggio con la signora.
Nel 1981 Stampatori pubblica il nuovo racconto per l'infanzia L'asino cantante ristampato nel 1994 da Edizioni EL con illustrazioni di Franco Matticchio e nello stesso anno esce Sapore di mele. Il romanzo, considerato la sua opera più matura, racconta l'odissea dell'autore e dei suoi compagni dal campo polacco di Wandern fino all'ultimo lager nella Berlino fiaccata dai bombardamenti in cui tutta la sua compagnia respinse con ritrovata fierezza l'ennesimo invito a collaborare. Si è detto che quei prigionieri, la cui storia è tuttora pressoché sconosciuta, furono tra i primi resistenti antifascisti perché il loro rifiuto ad aderire al nazifascismo cominciò all'indomani dell'armistizio, come riportato dalla quarta di copertina nell'edizione Vangelista del romanzo "Sapore di Mele".
Nel 1982 dall'Istituto Geografico De Agostini stampa Questo nostro paradiso, dodici racconti a tema ecologico che vengono proposti in una edizione scolastica.
L'ultimo libro di Sissa Quando un gatto diventa re, illustrato da Adelchi Galloni e pubblicato nel 1988 da Mondadori Editore riceve nel 1989, a pochi giorni dalla morte dell'autore, il premio Andersen.
Unanimemente annoverato tra i migliori autori per l'infanzia, nel 1989 il celebre scrittore tedesco Erich Kastner inserisce Pietro Sissa nell'antologia dei più famosi umoristi del mondo.

## Poetica
Nel corso di una produzione svoltasi in un arco temporale che dagli esordi nel 1951 arriva fino all' ultimo libro del 1989, Pietro Sissa attraversa diversi generi letterari.
In tutti i suoi scritti, dall'opera prima nella quale l'autore affronta il drammatico tema della guerra e della prigionia al romanzo umoristico,  dai libri in cui prevale l'impegno civile in difesa dell'ambiente e di una società contadina in via di estinzione ai racconti per l'infanzia, affiora una vena narrativa profondamente caratterizzata da un'unità stilistica e linguistica capace di coniugare le vicende storiche vissute in prima persona con l'interesse per la letteratura avventurosa e popolaresca, il gusto per l'ironia e il ruolo attivo della fantasia.
Una vena narrativa alimentata dal clima padano nel quale Sissa ha vissuto durante l'infanzia e del quale l'autore ha saputo cogliere con profondo lirismo, ironia e poesia.
La passione di Sissa per il mondo delle fiabe e delle tradizioni popolari si ritrova nei racconti e romanzi per l'infanzia.
Per la funzione didascalica che Sissa attribuiva alle sue narrazioni fiabesche, concepite come mondi fantastici popolati da animali personificati,  fu chiamato “Esopo Padano”.

## Opere

### Romanzi
- La banda di Döhren, Torino, Einaudi Collana I Gettoni, 1951
- La grande paura, Firenze, F.lli Parenti, 1960
- Viaggio con la signora, Milano, Rusconi libri, 1978
- Sapore di mele, Milano, Vangelista Editore, 1981
- Questo nostro paradiso, Novara, Istituto Geografico De Agostini, 1982

### Letteratura per l'infanzia
- Bertina, Storia di una scimmia, Milano, Cino Del Duca Editore, 1955 - Torino, Einaudi, 1972
- Pelandrone e la fattoria, Milano, Cino del Duca Editore, 1958 -  Milano, Rizzoli, 1977
- Mostarda e Profumo alla fiera di Gonzaga, Torino, Einaudi, 1976 -  Milano, Mondadori, 1990
- L'asino cantante, Firenze, Stampatori, 1981 - Trieste, EL, 1986
- Quando un gatto diventa re, Milano, Mondadori, 1988

### Racconti
- Viaggio a Roma, in “Il Giornale d'Italia”, 8 novembre 1952

- Un lungo rancore, in “Millelibri”, Mondadori, giugno 1988

- Il collezionista, in Millelibri, Mondadori, ottobre 1988

- Quella strega di mia zia e altri racconti, in Il cartiglio Mantovano, Mantova, 2002

### Raccolte di racconti editi e inediti

#### I verdi anni della nostra vita
- Il canto delle raganelle, in “Giornale d'Italia”, 20 febbraio 1954
- Biroc e il paradiso, in “Milano sera”,  17 ottobre 1954
- La sfoglia, in “Giornale d'Italia”,  13 aprile 1955
- L'ultimo incendio, in “Giornale d'Italia”,  2 dicembre 1955
- Un colpo di vento, in “Fiera letteraria”,  30 marzo 1957
- Il ragazzo con il pesce in bocca, in  “Gazzetta di Parma”,  13 dicembre 1981
- Ma al Duce piacevano i fichi?,  in “Gazzetta di Parma”, 6 novembre 1983
- L'aspra contesa (inedito)
- Versì la porta ch'è rivà Lenin (inedito)
- Estate a casa del nonno (inedito)
- La grande sfida (inedito)

#### Grigioverde - Gli alpini -
- La mantellina gialla, in “Giornale d'Italia”,  22 ottobre 1954
- Il vecchio amaro,  in “Gazzetta di Parma”,  15 luglio 1953
- Un capitano (Inedito)

#### Grigioverde  - La guerra -
- Anche noi sul bollettino,  in “Giornale d'Italia”,  18 luglio 1953

- La trapunta della nonna,  in “Giornale d'Italia”,  22 ottobre 1954
- Le bombe su Traversetolo, in “La Gazzetta di Parma”, 15 aprile 1979

#### Grigioverde  - La Germania -
- Milulit,  in “L'Italia libera, quotidiano del partito d'azione”,  1 dicembre 1945
- A Berlino un 19 maggio, in Giornale d'Italia 20 maggio  1953
- L'uomo che non mangia si dimentica della donna, in “Giornale d'Italia”,  11 settembre 1953
- Il mio amico Erwin, in “Giornale d'Italia”,  9 marzo 1955
- Il capitano Pipemburg, in “Giornale d'Italia”,  8 giugno 1955
- Il compagno del soldato (Inedito)
- Al Neu Welt (Inedito)
- Le forche di Libenau (Inedito)

#### Il ritorno  - I racconti milanesi -
- Il cittadino del mondo, in “Giornale d'Italia”,  20 settembre 1952
- Mettiamo al bando questi terribili medici, in “Giornale d'Italia”,  16 novembre 1952
- Fantasie sui gatti, in “Giornale d'Italia”,  22 aprile 1953
- Fausto Gardini come Miss Universo, in “Giornale d'Italia”,  28 aprile 1953
- Per amare Ofelia, in “Gazzetta di Parma”,  29 gennaio 1978
- La vera storia del lupo e dell'agnello, in “Gazzetta di Parma”,  8 gennaio 1984
- Elio Vittorini e la strega di mia zia, in  “Gazzetta di Parma”,  9 dicembre 1984
- La pistola nella borsetta (Inedito)
- Cara come sei bella (Inedito)
- La torta di riso (Inedito)
- L'Americana (Inedito)
- L'angelo custode (Inedito)

#### Il ritorno  - In vacanza -
- Un cane e una chitarra, in “Giornale d'Italia”,  10 marzo 1953
- Ladro di donne e di cavalli, in “Il Racconto”,  luglio 1975
- La tenda della signora, in “Giornale d'Italia”,  30 luglio 1978
- L'anguilla di bosco, in “Gazzetta di Parma”,  10 dicembre 1978
- Il mio amico Mohamed, in  “Gazzetta di Parma”,  9 giugno 1985
- Allah lo vuole (Inedito)

## Articoli
- Lettera aperta a Fausto Coppi. Pedalando sul viale del tramonto, Il giornale d'Italia,  11 settembre 1954
- Il cavalier Learco Guerra potrebbe ancora arrivare in orario. Breve incontro con la locomotiva umana dell'epoca eroica e romantica dello spot, Il Giornale d'Italia, 17 febbraio 1953

## Premi
- 1951 Premio Viareggio Opera Prima
- 1955 Premio Marzotto Letteratura per l'infanzia
- 1975 Trofeo Palma d'argento al Salone Internazionale dell'umorismo di Bordighera
- 1989 Premio Andersen